# Tabanus obumbratus
Tabanus obumbratus är en tvåvingeart som beskrevs av Joseph Charles Bequaert 1940. Tabanus obumbratus ingår i släktet Tabanus och familjen bromsar.
Artens utbredningsområde är Jamaica. Inga underarter finns listade i Catalogue of Life.